# Есилова, Юксель
Юксель Есилова (тур. Yüksel Yeşilova; род. 30 октября 1968, Адана) — турецкий футбольный тренер.

## Карьера
Румыния
Юксель Есилова в основном известен по работе в румынских клубах высшего дивизиона в качестве ассистента главного тренера и тренера по физподготовке. Первым румынским клубом, в котором он работал, была «Политехника-АЕК» (Тимишоара) в 2002 году. В дальнейшем Юксель Есилова работал в других румынских клубах, чаще всего турецкий специалист ассистировал Георге Мулцеску, ранее работавшему в Турции, и Доринелу Мунтяну, с которым позже работал в России. Есилова входил в тренерский штаб Мулцеску в клубах «Петролул» (2012 и 2014—2015), «Астра» (2012) и «Волунтари» (2016); а также в штаб Мунтяну в клубах «Стяуа» (2008) и «Динамо» (Бухарест) (2012).
Германия
Есилова был главным тренером двух клубов из Германии, основанных турецкими мигрантами и выступавших в четвёртой профессиональной лиге, — «Юрдумспор Кёльн» в 2005 и «Ешильюрт Берлин» в 2006 году.
Турция
В Турции Юксель Есилова работал главным тренером клубов из первой лиги — «Гиресунспор» (2009) и «Мерсин Идманюрду» (2010); а также клубов второй и третьей лиги — «Тарсус Идманюрду» (2011) и «Тепеджикспор» (2017).
Россия
В декабре 2012 года Юксель Есилова вошёл в тренерский штаб Доринела Мунтяну в саранской «Мордовии», летом 2013 вместе с ним перешёл в краснодарскую «Кубань», где проработал до октября. В конце мая 2014 года вновь вошёл в тренерский штаб «Мордовии», в этот раз был помощником Юрия Сёмина, расстался с клубом в сентябре 2014 года.
Македония
В конце августа 2016 года Есилова получил назначение главным тренером македонского клуба «Брегалница» (Штип), выступавшем в Первой лиге Македонии и находившемся в турнирной таблице в зоне вылета. Под руководством Есиловы команда провела 8 игр, в которых одержала 1 победу, 4 ничьи и 3 поражения. Есилова был отправлен в отставку 3 ноября 2016, однако по результатам сезона клуб всё равно покинул высший дивизион.

## Инциденты
В 2008 году после очередного поражения «Стяуа» Юксель Есилова вместе с Доринелом Мунтяну был отправлен в отставку. При этом президент и владелец клуба Джиджи Бекали, известный своими ксенофобскими высказываниями, якобы заявил, что Есилова мусульманин и приносит беду христианской команде, которой является «Стяуа». Есилова собирался подавать жалобу в УЕФА, однако из-за отсутствия чётких доказательств, история не получила дальнейшего развития.
В сентябре 2010 года во время футбольного матча между «Мерсин Идманюрду» и «Самсунспор» на Юкселя Есилову напал мужчина с ножом. Тренер получил шесть ножевых ранений в туловище и конечности, оказавшиеся несерьёзными, и на следующий день был выписан из больницы. Нападавшим оказался старший брат Юкселя Есиловы. Мотивом была месть за якобы имевшие место со стороны Юкселя домогательства к жене племянника. Юксель Есилова заявил, что его брат является психически нездоровым человеком и много лет его преследует, в том числе ранее обвинял в торговле оружием и незаконном обороте наркотиков. Позже нападавший был приговорён судом к тюремному сроку на 1 год, 10 месяцев и 15 дней, а также выплате денежного штрафа.